# Aracamunia
Aracamunia liesneri, thu thập bởi R. Liesner và F. Delascia vào năm 1987, là một loài lan duy nhất thuộc chi Aracamunia, nó cũng là loài lan duy nhất được xem như thực vật ăn thịt. A. liesneri có cấu trúc lá đặc biệt, cứng, hình dạng giống như lưỡi và tiết ra những chất dính. Loài này được tìm thấy tại Cerro Aracamuni ở Venezuela, là một khu vực nghèo chất dinh dưỡng, cho nên cũng là nguyên nhân chính khiến nó giống như một loài thực vật ăn thịt.